# Alexander Kirillowitsch Prschewuski
Alexander Kirillowitsch Prschewuski (russisch Александр Кириллович Пржевуский; * 27. April 1939 in Kostroma) ist ein russischer Festkörperphysiker und Hochschullehrer.

## Leben
Prschewuski studierte an der physikalischen Fakultät der Universität Leningrad mit Abschluss 1961. Anschließend absolvierte er 1961–1964 die Aspirantur im Physikalisch-Technischen Joffe-Institut (FTI) der Akademie der Wissenschaften der UdSSR (AN-SSSR, seit 1991 Russische Akademie der Wissenschaften (RAN)). Darauf war er wissenschaftlicher Mitarbeiter des FTI und führte spektroskopische Untersuchungen an dotierten Kristallen durch. 1968 verteidigte er seine Kandidat-Dissertation über die Effekte von Verformungen und elektrischen Feldern auf die Spektren von Kristallen.
1971 wechselte Prschewuski in das Wawilow-Institut für Optik und blieb dort bis 1999. Arbeitsschwerpunkte waren grundlegende Untersuchungen der optischen Eigenschaften von Gläsern, die mit Seltenerd-Ionen dotiert waren. Auch untersuchte er die Strukturen der Seltenerd-Störstellen und ihre diffusive Wechselwirkung. 1987 wurde er nach Verteidigung seiner Doktor-Dissertation zum Doktor der physikalisch-mathematischen Wissenschaften promoviert. Im Mittelpunkt seiner späteren Arbeiten standen die Entwicklung von Materialien für die Optoelektronik und die empirische Klassifizierung der Spektren von Gläsern mit Seltenerd-Dotierungen.
1994 wurde Prschewuski Professor des Lehrstuhls für optische Materialkunde der Staatlichen Universität für Informationstechnologien, Mechanik und Optik Sankt Petersburg (Universität ITMO), den er von 1995 bis 2002 leitete.
2013 erhielt Prschewuski zusammen mit Alexander Alexandrowitsch Kapljanski und  S. P. Feofilow den Roschdestwenski-Preis der RAN für spektroskopische Untersuchungen der Struktur der Störstellen und der Elektronenprozesse in mit Seltenerd- und Übergangsmetallen dotierten Dielektrika.